# Au seuil de l'enfer (film, 1930)
Pour les articles homonymes, voir Au seuil de l'enfer.
Pour plus de détails, voir Fiche technique et Distribution.
Au seuil de l'enfer (The Doorway to Hell) est un film américain réalisé par Archie Mayo, sorti en 1930.

## Synopsis
Louie Ricarno, un jeune chef de gang à Chicago, devient le patron des bas-fonds de la ville. Il tombe amoureux de Doris, sans savoir qu'elle est en fait avec son second, Steve Mileaway. Lorsque Doris accepte de l'épouser,  Louie décide de tout quitter et de partir pour la Floride. En chemin vers le sud, il s'arrange pour que Doris rencontre son jeune frère Jackie, qui est dans une école militaire sous un faux nom. Une fois en Floride, Doris s'ennuie, Chicago lui manque. Pendant ce temps, Mileaway est incapable de mettre fin à une guerre des gangs qui s'est déclenchée à Chicago, il demande à Louie de rentrer pour reprendre les choses en main, mais ce dernier refuse. Pour le forcer à revenir, il décide de faire kidnapper Jackie. Hélas, comme il est approché par deux hommes de main, Jackie sent un danger et s'enfuit, mais il est renversé par un camion. Louie revient alors à Chicago pour se venger. Malgré les conseils du chef de la police O'Grady, il tue les coupables, mais est obligé de se cacher. Après quelque temps, il décide de sortir fièrement de sa cachette, sachant très bien que ses ennemis l'attendent dehors.

## Fiche technique
- Titre original : The Doorway to Hell
- Titre français : Au seuil de l'enfer
- Réalisation : Archie Mayo
- Scénario : George Rosener (en), d'après la nouvelle A Handful of Clouds de Rowland Brown
- Costumes : Earl Luick
- Photographie : Barney McGill
- Son : Charles David Forrest
- Montage : Robert Crandall
- Production déléguée : Darryl F. Zanuck
- Société de production : Warner Bros.
- Société de distribution : Warner Bros.
- Pays de production : États-Unis
- Langue originale : anglais
- Format : noir et blanc — 35 mm — 1,37:1 — son Mono
- Genre : film de gangsters
- Durée : 78 minutes
- Dates de sortie : 
  - États-Unis : 18 octobre 1930
  - France : 20 novembre 1931
- Affiche : Joseph Koutachy (France)

## Distribution
- Lew Ayres : Louie Ricarno
- Dorothy Mathews : Doris
- Leon Janney : Jackie
- Robert Elliott : Chef Pat O'Grady
- James Cagney : Steve Mileaway
- Kenneth Thomson : Le capitaine de l'académie militaire
- Jerry Mandy : Joe, un gangster
- Noel Madison : Rocco, un gangster
- Edwin Argus : Midget, un gangster
- Eddie Kane : Docteur Morton
- Tom Wilson : Big Shot Kelly, un gangster
- Dwight Frye : Monk, un gangster
- Ward Bond : Un policier (non crédité)

## Nominations
- Oscars du cinéma 1931 : Oscar de la meilleure histoire originale pour Rowland Brown[1].

## Autour du film
- Ce film peut être considéré comme l'un des films fondateurs des codes du film de gangsters parlant. De nombreux codes créés dans ce film seront repris par la suite notamment dans le Scarface d'Howard Hawks produit en 1932 par Howard Hughes. Ainsi, le fameux tic de George Raft qui joue à faire sauter une pièce de monnaie dans sa main est déjà présent dans Au seuil de l'enfer.
- Le film a bénéficié d'une réédition en D.V.D en 2013 dans la collection "Les trésors Warner, forbidden Hollywood, films inédits de l'ère pré-code"